# Albaner in Ägypten

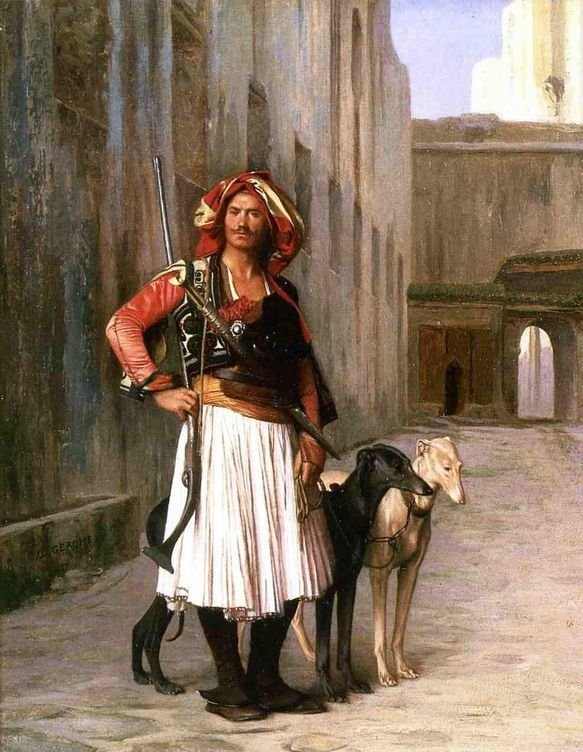
Arnaute in Kairo, Gemälde von Jean-Léon Gérôme

Die Albaner in Ägypten  (albanisch Shqiptarët në Egjipt, arabisch الألبان في مصر al'alban fi misr) sind eine teilweise assimilierte ethnische Minderheit und Teil der albanischen Diaspora. Die ursprünglich relativ große albanische Gemeinschaft ist heute fast gänzlich verschwunden.
Albaner kamen zuerst in der zweiten Hälfte des 18. Jahrhunderts als Söldner nach Ägypten. Sie gewannen schnell hohes Ansehen, ihren Respekt erwarben sie sich im Kampf gegen französische Truppen in den Jahren 1798–1801. Eine wichtige Rolle spielten sie in der albanischen Nationalbewegung Rilindja Ende des 19. Jahrhunderts. Ab 1875 entstanden in Ägypten mehrere patriotische albanische Heimatvereine. Namhafte Schriftsteller und Persönlichkeiten der Rilindja, darunter Fan Noli oder Andon Zako Çajupi, wirkten für eine gewisse Zeit in Ägypten. 1922 wurde von Milo Duçi eine albanische Verlagsgesellschaft (Shoqeria botonjesé shqipetaré) in Kairo gegründet; des Weiteren besaß eine vor Ort ansässige albanische Bektaschi-Gemeinde ihre eigene Tekke am Rande Kairos.
Von 1946 bis 1955 verbrachte der König Albaniens Ahmet Zogu sein Exil in Ägypten. Unmittelbar danach – mit der Machtübernahme Gamal Abdel Nassers und der darauffolgenden nationalistischen Arabisierungspolitik in Ägypten – wurde die rund 4000 Familien zählende albanische Gemeinschaft dazu gezwungen, das Land zu verlassen.